# Park Do-yeong
Park Do-yeong (Hangul: 박도영) (Seoel, 30 januari 1993) is een voormalig Zuid-Koreaanse langebaanschaatsster. Ze nam mee aan de Olympische Winterspelen 2010, daarbij eindigde ze als zevenentwintigste op de 3000 meter en op plaats acht op de ploegenachtervolging.
Park nam al vijf keer deel aan het Wereldkampioenschap voor junioren, haar beste prestatie is een vijfde plek in het eindklassement in zowel 2009 als 2012. Verder won ze in 2011 en 2012, samen met haar landgenotes, een gouden medaille op de ploegenachtervolging. 
Ook op de Aziatische Winterspelen was ze al succesvol, in 2011 won ze namelijk zilver op de 5000 meter en goud op de ploegenachtervolging. Verder werd ze op datzelfde toernooi nog vijfde op de 3000 meter en vierde op de massastart. 

## Persoonlijke records
| Afstand    | Tijd     | Datum             | Baan           |
| ---------- | -------- | ----------------- | -------------- |
| 500 meter  | 41,23    | 12 maart 2010     | Moskou         |
| 1000 meter | 1.20,28  | 28 september 2012 | Calgary        |
| 1500 meter | 1.59,07  | 12 december 2009  | Salt Lake City |
| 3000 meter | 4.08,48  | 3 maart 2012      | Obihiro        |
| 5000 meter | 7.08,92* | 8 januari 2012    | Astana         |

* = Tevens een nationaal record

## Resultaten
| Jaar | CK Azië          | WK allround          | WK afstanden              | Aziatische Spelen                                | Olympische Spelen                  | Wereldbeker                           | WK junioren                           |
| ---- | ---------------- | -------------------- | ------------------------- | ------------------------------------------------ | ---------------------------------- | ------------------------------------- | ------------------------------------- |
| 2008 |                  |                      |                           |                                                  |                                    |                                       | 6e · (22, 6, 16, ) · 8e achtervolging |
| 2009 | 4e · (4, , 5, )  |                      | 18e 3000m 16e 5000m       | 28e 3k/5k                                        | 5e · (20, 8, 12, ) · achtervolging |                                       |                                       |
| 2010 | 4e · (8, 4, 8, ) | NC23 (23, 17, 23, -) |                           | 27e 3000m 8e achtervolging                       | 33e 3k/5k                          | 11e · (23, 11, 19, 4) · achtervolging |                                       |
| 2011 | NC8 (8, 5, 8, -) |                      |                           | 5e 3000m · 5000m · 4e massastart · achtervolging |                                    | 48e 3k/5k                             | 7e · (30, 6, 8, ) · achtervolging     |
| 2012 | · (6, , 4, )     | 12e (21, 9, 22, 6)   |                           |                                                  |                                    | 5e · (15, 4, 9, ) · achtervolging     |                                       |
| 2013 |                  |                      | 18e 3000m · achtervolging | 29e 1500m 25e 3k/5k 7e massastart                |                                    |                                       |                                       |
|      |                  |                      |                           |                                                  |                                    |                                       |                                       |
| 2016 |                  |                      | 12e massastart            | 48e 1500m 41e 3k/5k 10e massastart               |                                    |                                       |                                       |
|      |                  |                      |                           |                                                  |                                    |                                       |                                       |
| 2019 |                  |                      |                           | 34e 3k/5k                                        |                                    |                                       |                                       |
| 2020 |                  |                      |                           | 51e 3k/5k                                        |                                    |                                       |                                       |

- = geen deelname
NC# = niet gekwalificeerd voor de laatste afstand, maar wel als # geklasseerd in de eindrangschikking
(#, #, #, #) = afstandspositie op allroundtoernooi (500m, 3000m, 1500m, 5000m) of op juniorentoernooi (500m, 1500m, 1000m, 3000m).